# Aloe inyangensis
Aloe inyangensis é uma espécie de liliopsida do gênero Aloe, pertencente à família Asphodelaceae.